# Vall d'Alba
Vall d'Alba, en castillan et officiellement (La Vall d'Alba en valencien), est une commune d'Espagne de la province de Castellón dans la Communauté valencienne. Elle est située dans la comarque de Plana Alta et dans la zone linguistique valencienne.

## Économie

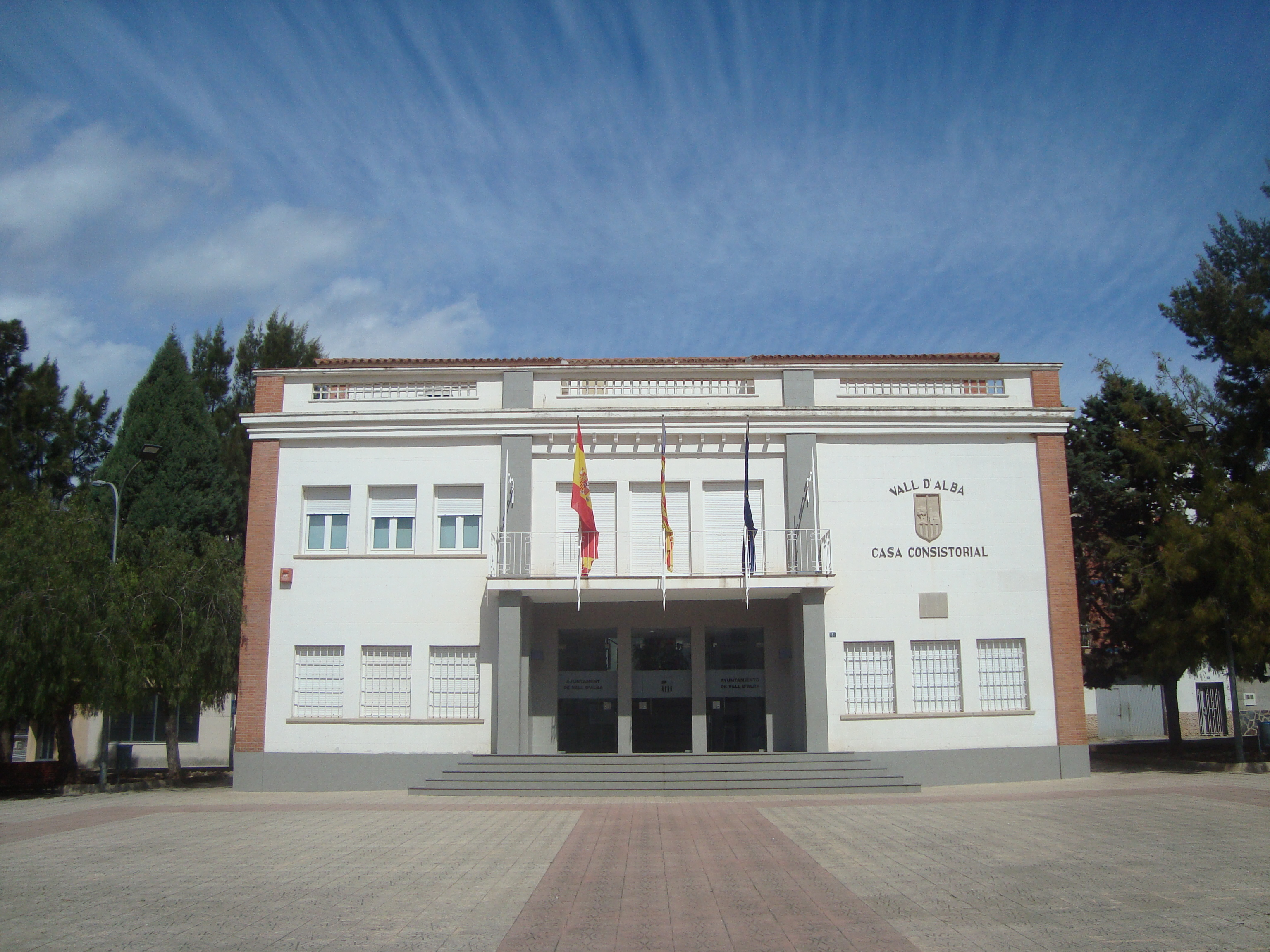
Ayuntamiento de la Vall d'Alba (Castellón)

### Lien externe

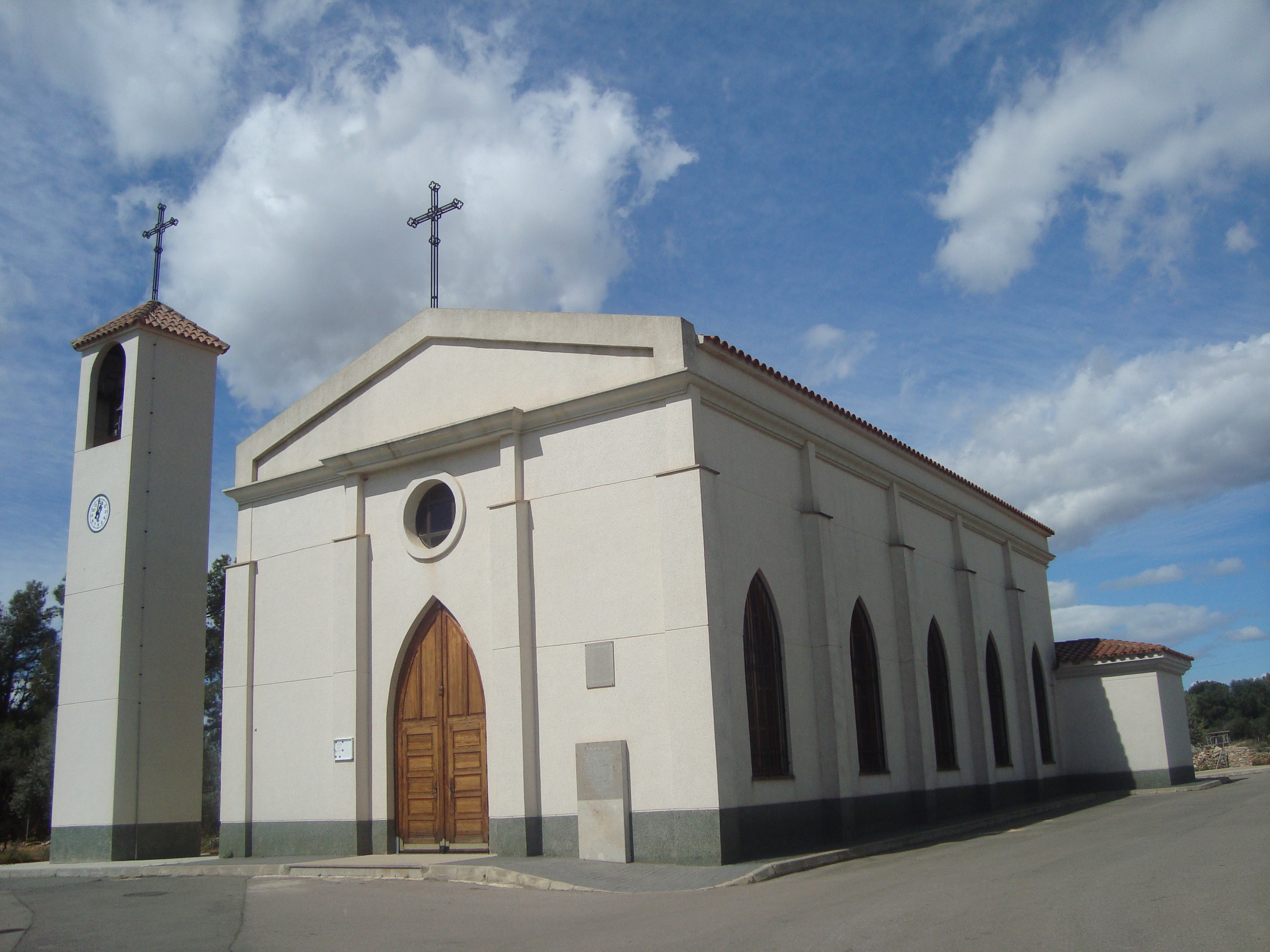
Église de l'Assumpció de la Verge (La Pelejaneta, Vall d'Alba)

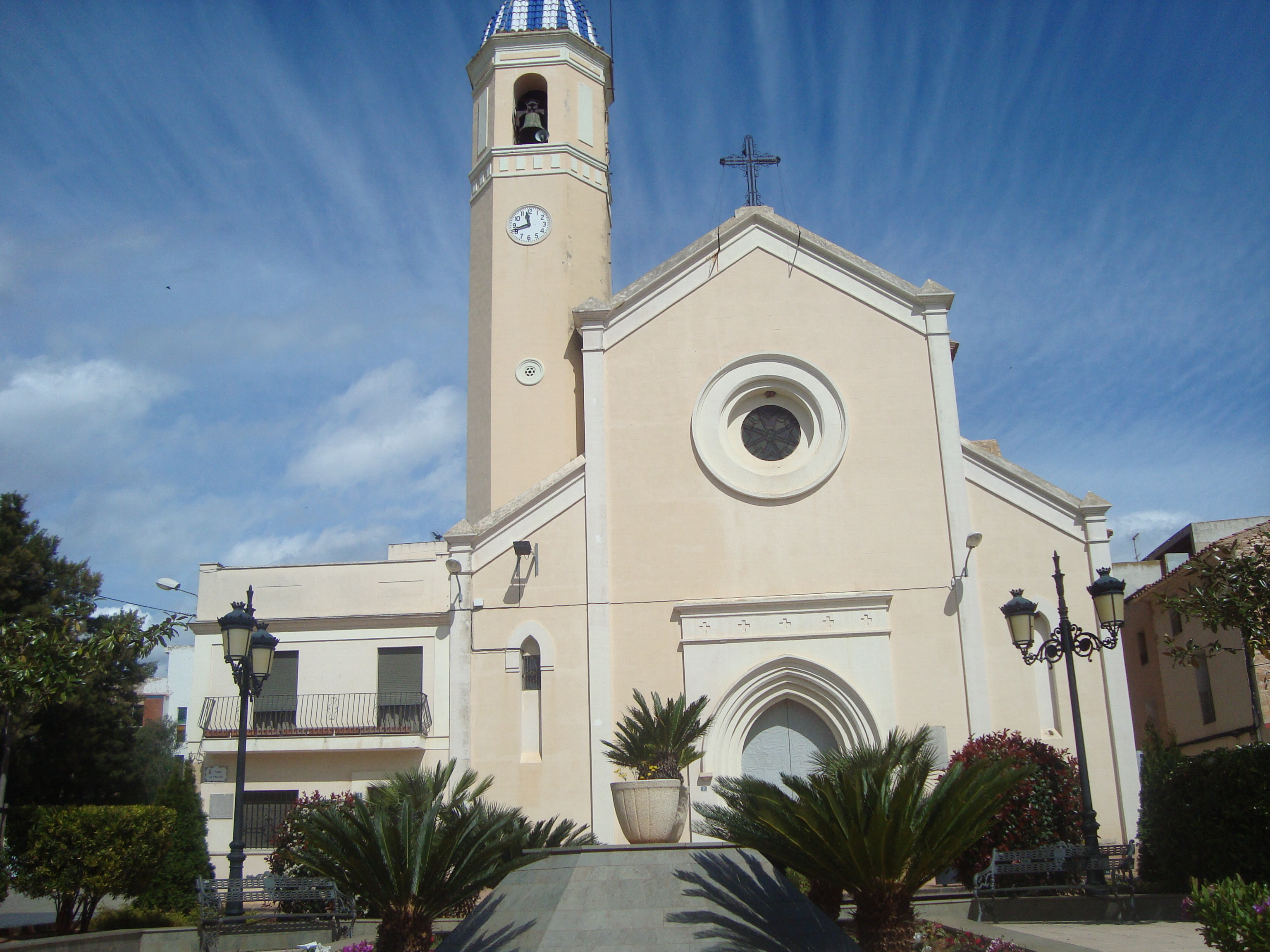
Église de San Joan Bautista (Vall d'Alba)

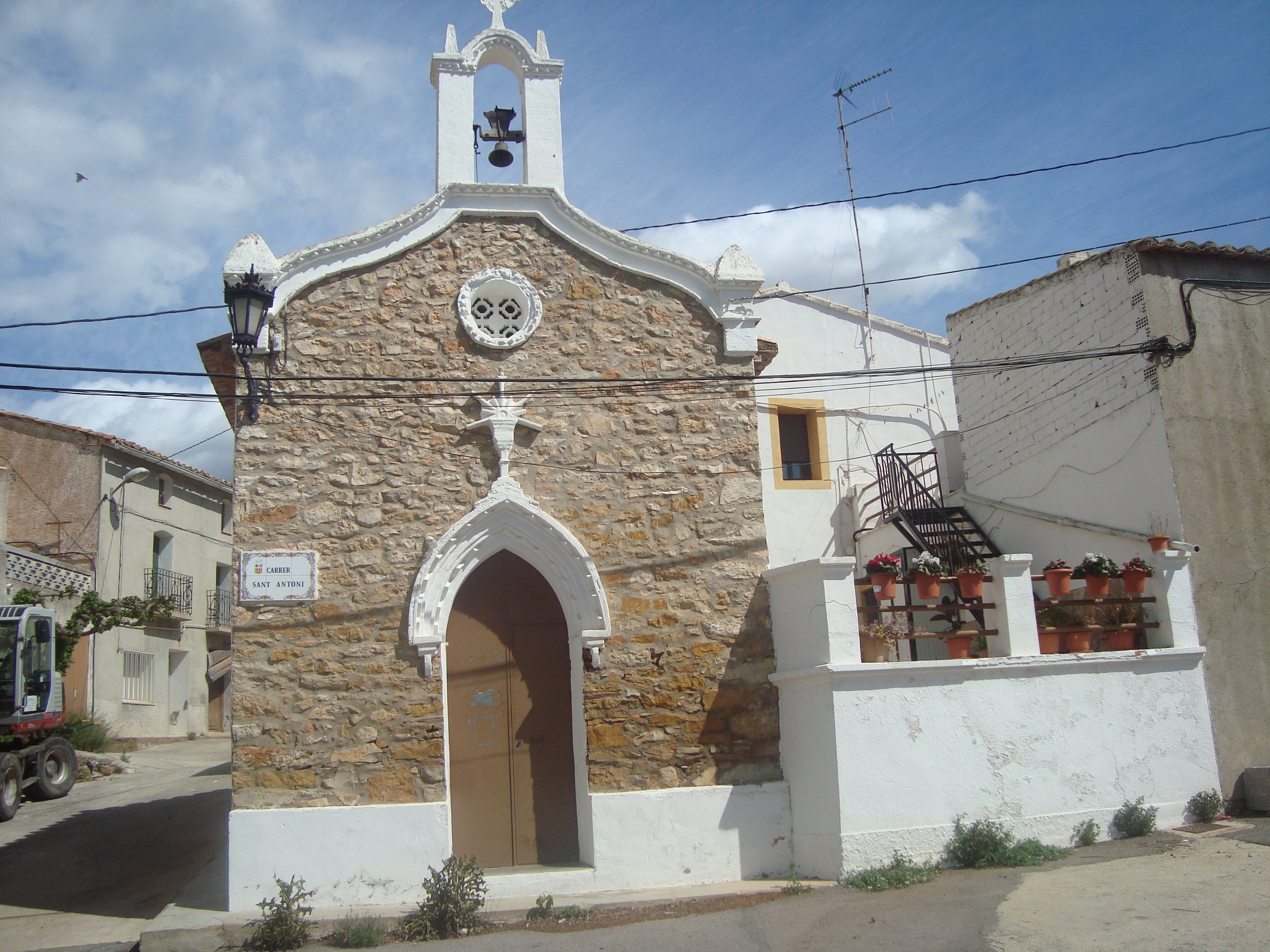
Ermitage de San Antonio (La Pelejaneta, Vall d'Alba)

## Géographie

Localisation de Vall d'Alba
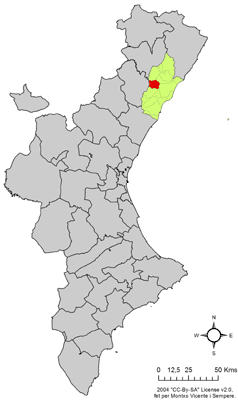
dans la Communauté valencienne.
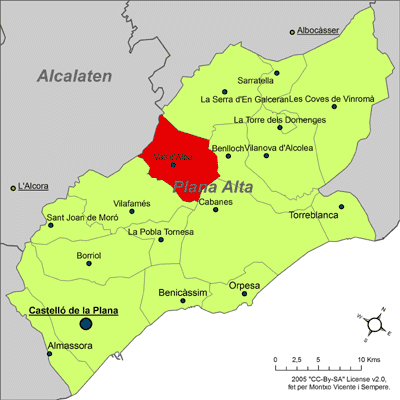
dans la comarque de Plana Alta.